# Öholmabron

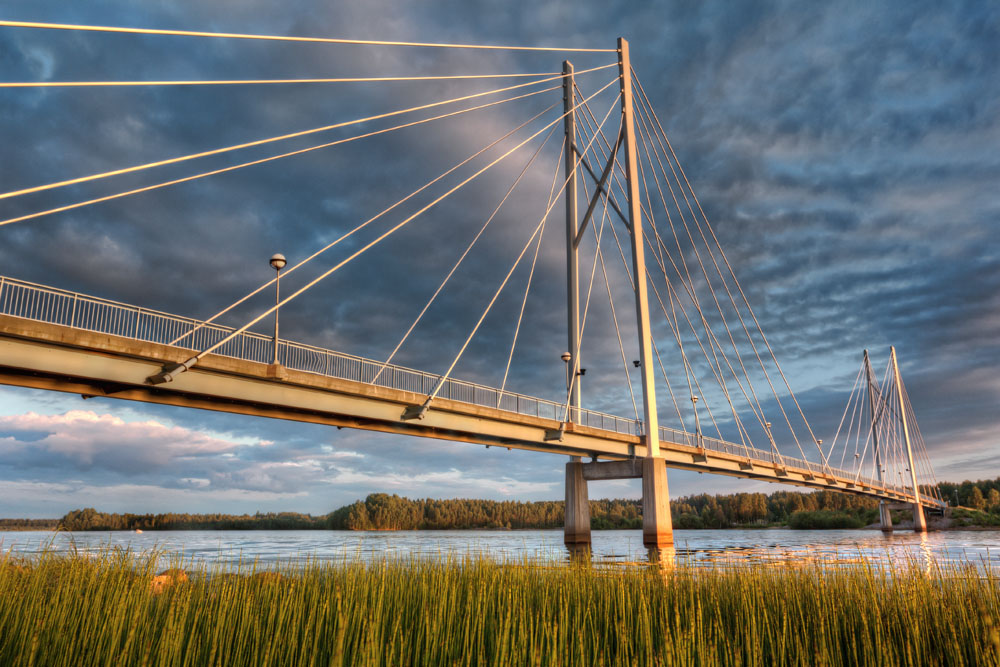
Öholmabron

Öholmabron är en gång- och cykelbro över Bergvikssundet som leder Öholmaleden (som är en del av Sverigeleden) mellan Piteå och Bergsviken. Bron, som invigdes 1996, är en snedkabelbro som går parallellt med E4ans bro och har utsikt över Inrefjärden.
Bron är ofta benämnd som "Piteås egen Golden Gate-bro".